# 160493 Nantou
160493 Nantou este un asteroid din centura principală de asteroizi.

## Descriere
160493 Nantou este un asteroid din centura principală de asteroizi. A fost descoperit pe 6 februarie 2007 la Observatorul Lulin de Ye Quan-Zhi și Hong Qin Lin. Asteroidul prezintă o orbită caracterizată de o semiaxă mare de 2,77 ua, o excentricitate de 0,06 și o înclinație de 5,8° în raport cu ecliptica.